# William Salomoni
William Salomoni (Bologna, 12 marzo 1958) è un ex pallanuotista e allenatore di pallanuoto italiano, attualmente allenatore del Persicetana.

## Palmarès

### Allenatore

#### Competizioni nazionali
- Serie B: 3
- Serie A2: 1
- ’’’Serie A1:9’’’